# Josefa Schellmoser
Josefa Schellmoser (* 30. Dezember 2002) ist eine deutsche Skeletonpilotin. Sie nahm 2020 im Skeleton für Deutschland an den Olympischen Jugend-Winterspielen teil und gewann dabei die Silbermedaille.

## Karriere
Die für den RC Berchtesgaden startende Josefa Schellmoser nahm am 23. Dezember 2017 erstmals an deutschen Meisterschaften teil und belegte bei den deutschen Skeleton-Meisterschaften 2018 in Winterberg als damals 14-jährige einen starken neunten Platz. In der Folge durfte sie am 19. Januar 2019 in Innsbruck im Alter von 15 Jahren im Skeleton-Europacup debütieren und konnte auf dem Olympia Eiskanal Igls den zwölften Platz belegen.
Ein Jahr später bei ihren zweiten deutschen Meisterschaften belegte sie in Altenberg erneut den neunten Platz und wurde vom BSD für den Europacup 2017/18 nominiert. Beim Saisonstart am in Innsbruck belegte Josefa Schellmoser am 16. November 2018 auf dem Olympia Eiskanal Igls mit dem sechsten Platz erstmals einen Platz unter den Top Ten. Einen Tag später belegte beim zweiten Rennen in Igls den fünften Platz. Auch bei allen weiteren Wettbewerben des Europacups war sie am Start und konnte immer einen Platz unter den besten Zehn belegen. Am Ende der Saison belegte sie in der Gesamtwertung hinter ihren Teamkolleginnen Janine Becker, Hannah Neise und Luisa Hornung den vierten Platz.
In der Saison 2019/20 war Josefa Schellmoser in der OMEGA Youth Series aktiv, damit sie sich für die Olympischen Jugend-Winterspiele qualifizieren konnte. Am 26. und 27. November 2019 startete sie in Lillehammer und belegte bei den beiden Wettbewerben jeweils den ersten Platz. Auch in Königssee am 7. November 2019 konnte sie den Wettbewerb der OMEGA Youth Series gewinnen. Beim zweiten Wettbewerb einen Tag später verpasste sie den vierten Sieg und belegte auf der Kunsteisbahn Königssee den dritten Platz. Durch diese Platzierungen konnte sie sich erfolgreich für die Olympischen Jugend-Winterspiele 2020 in Lausanne qualifizieren.
Vor der Teilnahme an den Olympischen Jugendspielen nahm Josefa Schellmoser an den ersten drei Rennen des Europacups 2019/20 teil. Nachdem sie bereits am 8. Dezember 2019 in Winterberg den fünften Platz belegte, belegte sie am 14. Dezember 2019 in Königssee erstmals einen Podestplatz. Hinter Amelia Coltman aus Großbritannien und vor Hanna Staub aus Deutschland belegte sie den zweiten Platz. Einen Tag später belegte sie beim zweiten Wettbewerb auf der Kunsteisbahn Königssee den vierten Platz. Bei den Olympischen Jugend-Winterspielen 2020, welche eigentlich in der Schweizer Gemeinde Lausanne ausgetragen wurde, belegte sie in St. Moritz auf den Olympia Bob Run St. Moritz–Celerina hinter der Russin Anastassija Zyganowa und vor ihrer Teamkollegin Elisabeth Schrödl den zweiten Platz.